# Corentin (voilier)
Pour les articles homonymes, voir Corentin.
Le Corentin est un lougre, c'est-à-dire un trois-mâts gréé de voiles au tiers. Reconstitution d'un voilier de cabotage du XIXe siècle à cul carré et coque en bois, le Corentin a été construit d'après les plans de l’Aimable Irma, chasse-marée caboteur de 1840.
Corentin appartient à l'association Le Lougre de l'Odet de Quimper. Son immatriculation est GV 730801 (Le Guilvinec).
Il a obtenu le label BIP en 2007 de la Fondation du patrimoine maritime et fluvial.

## Recherches
C'est dans le cadre du concours  « Bateaux des côtes de France » organisé par le magazine Chasse-Marée pour le rassemblement de navires traditionnels des fêtes maritimes de Brest de 1992, qu'un groupe de Quimpérois passionnés décide de se lancer dans la construction d'un navire représentatif du port de Quimper. Le choix se porte rapidement sur un lougre caboteur. Ces navires de charge étaient en effet nombreux à remonter l'Odet au milieu du XIXe siècle.
Il existe cependant peu de plans de lougres. Le plus connu est celui d'un chasse-marée du Pouliguen, publié dans l'atlas de l'amiral Pâris.
Mais c'est finalement à Arcachon qu'un ensemble documentaire très riche a été retrouvé dans les archives de la Société scientifique du bassin, comprenant des plans et des documents de chantiers d'époque et donc d'une authenticité indiscutable. L'un de ces plans, celui de l'Aimable Irma était idéal, tant par ses formes que par ses dimensions. Par contre, c'est un autre lougre, le Landais, qui a servi de modèle pour le tableau arrière, bel exemple de tableau classique sur voûte à arcasse.

## Histoire

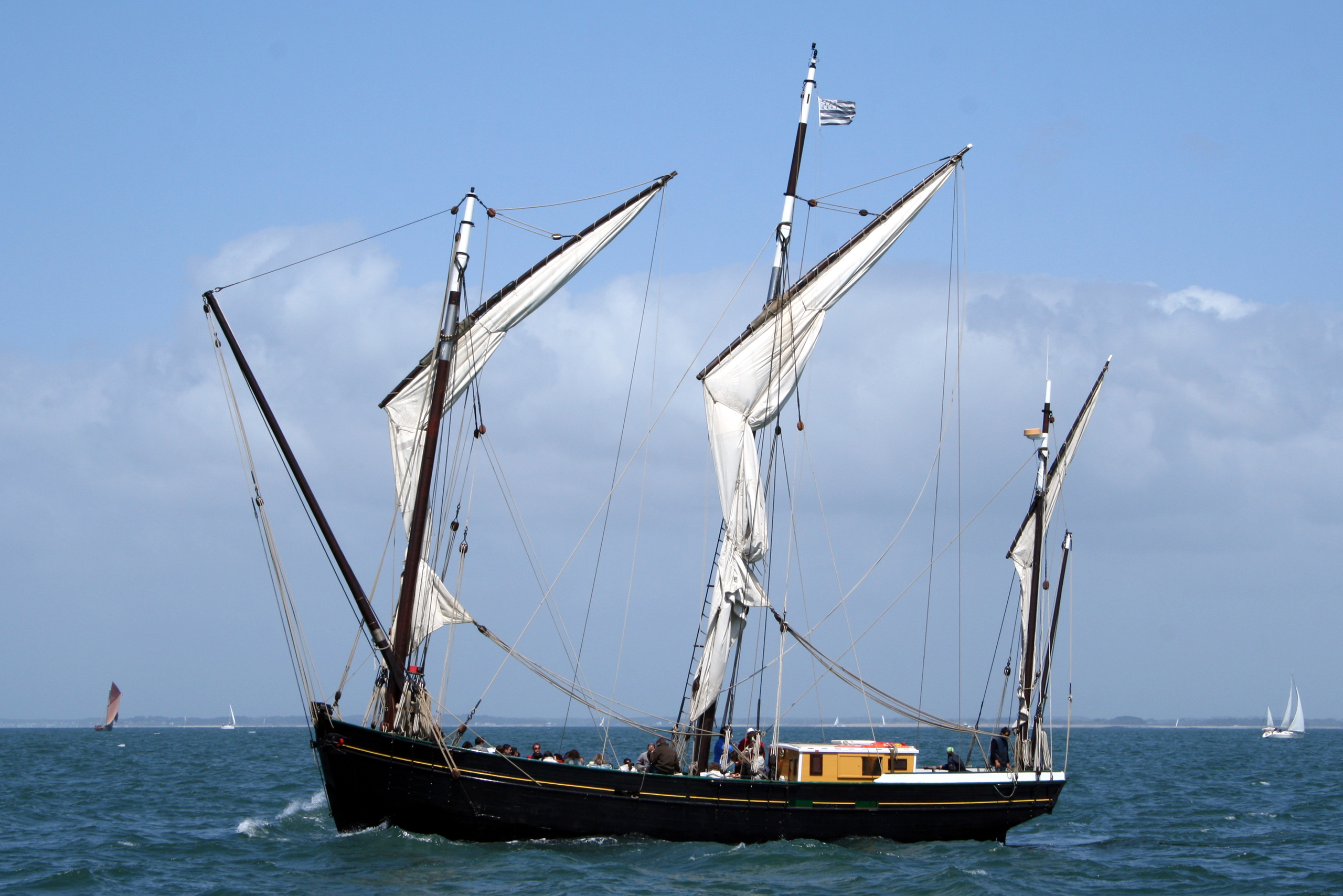
Le Corentin

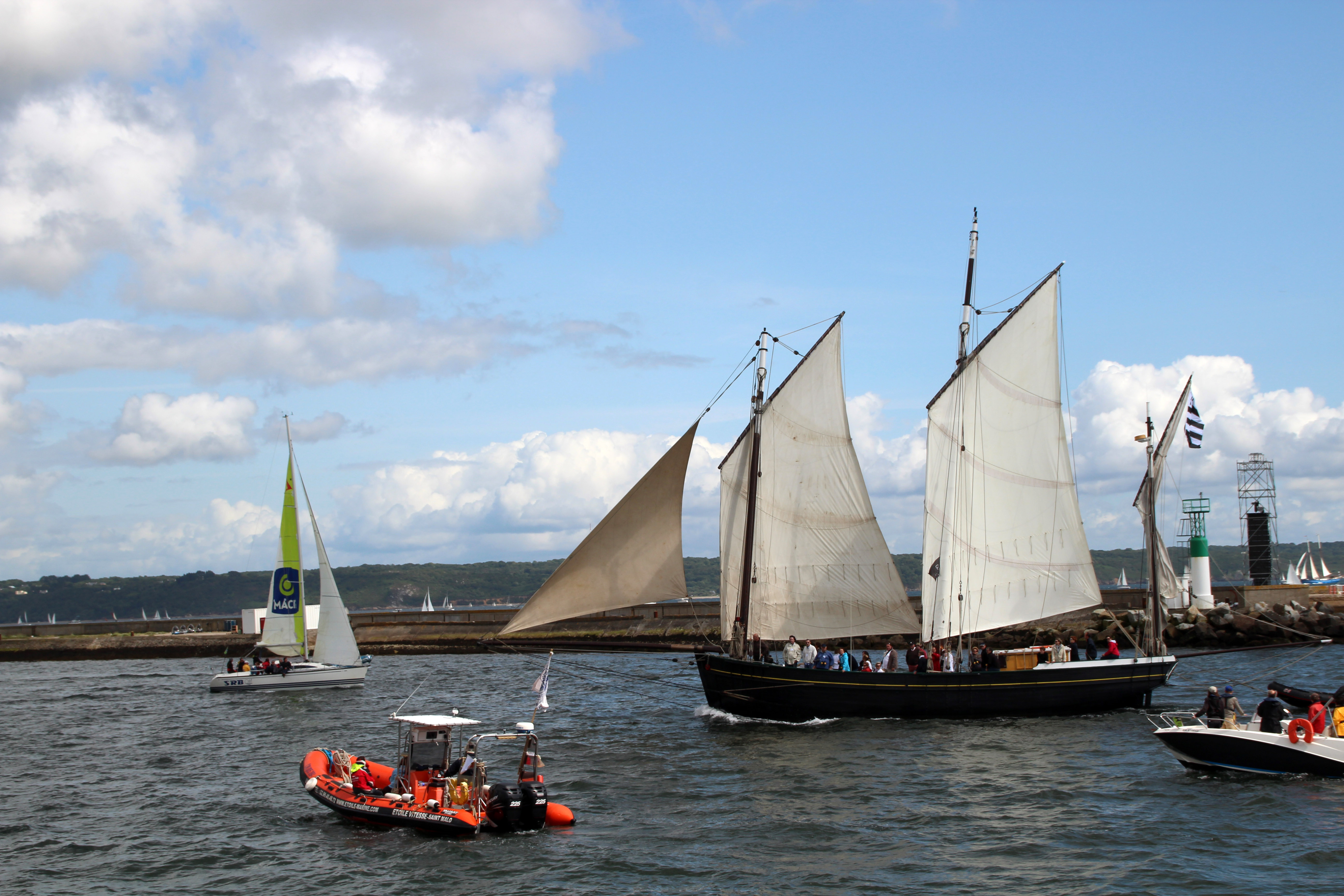
Le Corentin aux « Tonnerres de Brest » 2012.

La construction du Corentin se déroule de juin 1990 à juin 1991 au chantier naval de Saint-Guénolé à Quimper. Il nécessitera  près de 50 tonnes de chêne provenant des forêts françaises.
La quille de 14 m est posée le 23 juin 1990. Le pont est fait en sapin et les mâts en pin d'Oregon (le grand mât mesure 19,95 m).
Le lancement du Corentin eut lieu le 19 juin 1991, à la cale du Styvel, proche du chantier. Son parrain est Éric Tabarly. En avril 1992, il est remorqué jusqu'à Bénodet pour recevoir son gréement (mâts et voiles) et ses dernières finitions.
Son voyage inaugural se déroule les 27 et 28 juin  en effectuant sa première remontée de la rivière Odet à Quimper et revenant à Bénodet en transportant du courrier avec son parrain à bord.
Dès le 9 juillet, il prend la mer avec un équipage de 7 marins pour rejoindre les fêtes de Brest 1992. L'exploitation du Corentin sera effectuée par une équipe de bénévoles jusqu'en 1993.

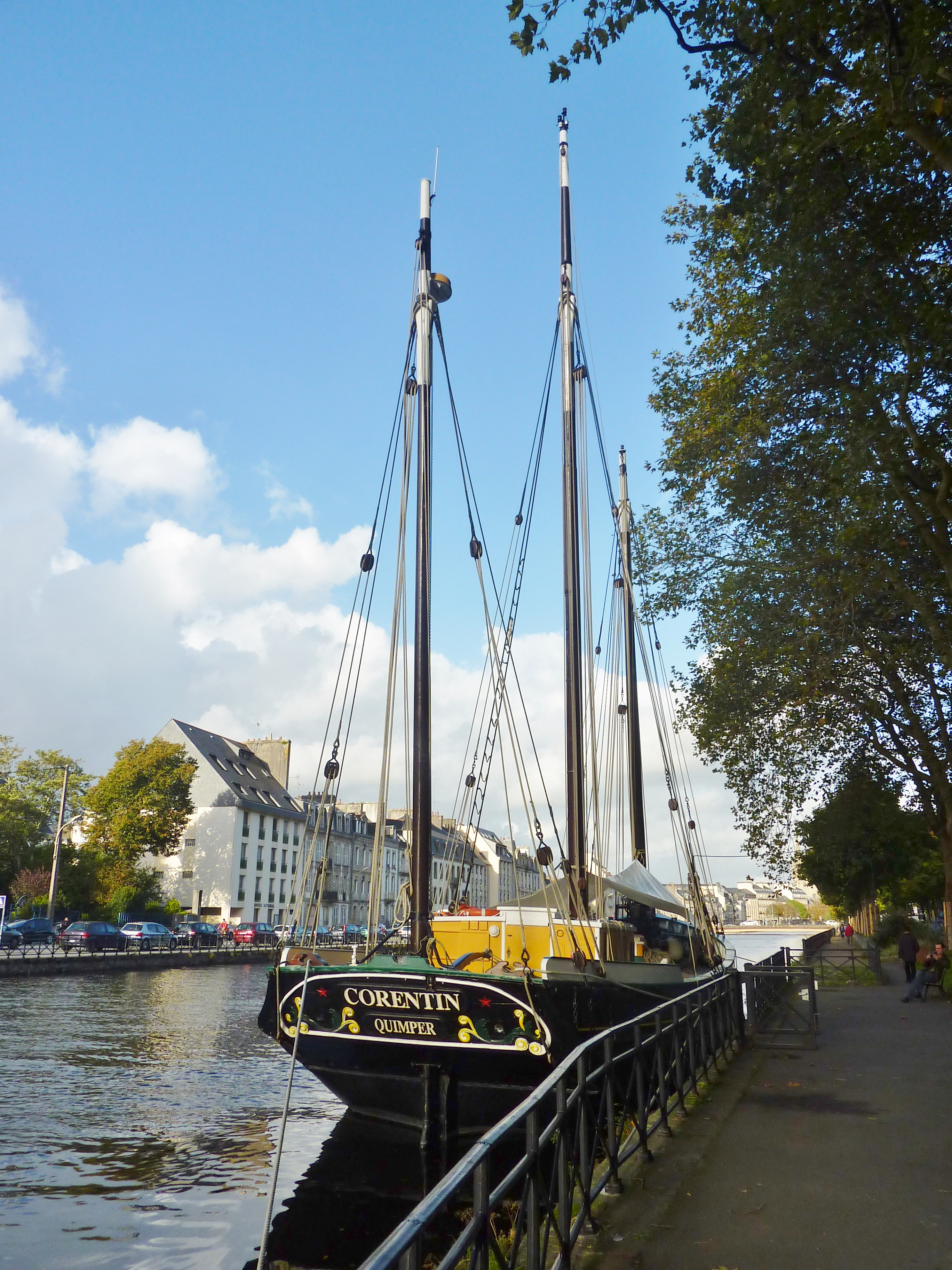
Le Corentin, lougre de l'Odet (trois-mâts, vieux gréement) à quai sur la rive gauche de l'Odet à Quimper.

Dès 1994, il rejoint l'association Gouelia (Compagnie bretonne de navires traditionnels, aujourd'hui dissoute) regroupant trois associations propriétaires de navires à voile de tradition et gérant, durant la saison d'été, les cinq navires. Il propose des sorties en mer pour 27 passagers et des croisières de plusieurs jours pour 9 passagers  à destination des différentes îles du Ponant, îles Scilly et aussi vers le golfe de Gascogne pour la pêche traditionnelle au thon.
Il a été présent aux « Tonnerres de Brest » 2012, du 13 au 19 juillet et au Temps fête Douarnenez 2018.

## Service
Il embarque des produits issus du transport équitable pour la société TOWT (TransOceanic Wind Transport), créée en 2009, comme d'autres vieux gréements.